# Ham-sous-Varsberg
Ham-sous-Varsberg – miejscowość i gmina we Francji, w regionie Grand Est, w departamencie Mozela.
Według danych na rok 1990 gminę zamieszkiwało 2801 osób, a gęstość zaludnienia wynosiła 429 osób/km² (wśród 2335 gmin Lotaryngii Ham-sous-Varsberg plasuje się na 161. miejscu pod względem liczby ludności, natomiast pod względem powierzchni na miejscu 874.).